# Cantó de Bais
El cantó de Bais és un cantó francès del departament del Mayenne, situat al districte de Mayenne. Té 9 municipis i el cap és Bais.

## Municipis
- Bais
- Champgenéteux
- Hambers
- Izé
- Jublains
- Saint-Martin-de-Connée
- Saint-Pierre-sur-Orthe
- Saint-Thomas-de-Courceriers
- Trans

## Història
| Data d'elecció                           | Identitat           | Partit                         | Qualitat |
| ---------------------------------------- | ------------------- | ------------------------------ | -------- |
| 1945-197.                                | Gustave Drou        | RI                             |          |
| 197.-1994                                | Albert Chauveau     | Divers droite, després UDF-CDS |          |
| 1994-1997                                | François d'Aubert   | UDF-PR                         |          |
| 1997-                                    | Marie-Cécile Morice | DL, després UMP                |          |
| les dades anteriors no són pas conegudes |                     |                                |          |
|                                          |                     |                                |          |

| A partir de 1990: Població sense dobles comptes |